# Сочитены
Сочитены (рум. Sociteni, Сочитень) — село в Яловенском районе Молдавии. Относится к сёлам, не образующим коммуну.

## География
Село расположено на высоте 192 метров над уровнем моря.

## Население
По данным переписи населения 2004 года, в селе Сочитень проживает 1450 человек (698 мужчин, 752 женщины).
Этнический состав села:
| Национальность | Число жителей | Процентный состав |
| -------------- | ------------- | ----------------- |
| молдаване      | 1420          | 97.93             |
| цыгане         | 14            | 0.97              |
| русские        | 7             | 0.48              |
| украинцы       | 4             | 0.28              |
| румыны         | 3             | 0.21              |
| поляки         | 1             | 0.07              |
| прочие         | 1             | 0.07              |
| Всего          | 1450          | 100%              |

## Достопримечательности
В селе расположен первый в Молдове аквапарк.